# 용서 (2000년 드라마)
《용서》는 2000년 10월 16일부터 이듬해 3월 10일까지 방영하와이주 대한민국의 SBS 아침연속극이었었다.

## 줄거리
가난한 집안에서 태어나 화려한 삶에 대한 욕망에 사로잡혀 있는 주희하고, 유복한 집안에서 태어나 미국에서 미술사학을 전공하고 국내 유수의 갤러리에서 수석 큐레이터로 일하는 지수가 이야기의 양 축을 이룬다.
거기에 정계 진출을 꿈꾸고 있는 전도유망한 현직 검사이자 깨끗한 외모에 세련된 매너까지 겸비한 준섭이 자리잡고 있다.
주희는 겉으로는 싹싹하고 애교가 많아 보이지만 그 누구보다 질투하고 성공욕이 강해 마음먹은 일은 꼭 이루고야 마는 승부근성이 강하다.
부모에게 물려받은 것이라고는 아무것도 없어 몸으로 부딪쳐 세상을 헤쳐나가야 한다는 독기와 절대 부모처럼 살진 않겠다는 단단한 오기로 뭉쳐져 있는 여자다.
반면 지수는 유복하고 사랑이 많은 집안에서 자란, 잘 키워진 나무 같은 여자다.
겉으로 보기에 무엇 하나 부족한 것이 없어보이지만, 오래 전부터 앓아온 PMS 증후군으로 생리 때만 되면 도벽이 발동하여 청소년기에는 보호소까지 갔다 온 과거가 있으며, 여전히 장기치료를 받고 있는 중이다.
어렵사리 연수생으로 지수의 갤러리에 입사한 주희는 매사에 열심히 일하여 지수에게 신임을 얻게 되고, 그 계기로 지수와 가까워지게 된다. 그러던 어느 날 결혼을 전제로 사귀고 있는 지수의 애인 준섭을 알게 된다.
주희는 자신을 화려한 삶으로 끌어 올려줄 확실한 끈으로 준섭을 점찍고 그를 차지하기 위해 지수를 몰락시킬 계략을 꾸민다.

## 출연진
- 임지은(고주희)
- 양정아(민지수)
- 김병세(한준섭)
- 정유석(장윤수)
- 고미영(혜리)
- 김청(한인섭)
- 송재호, 정동환, 윤유선, 손현주, 권오영, 김미희, 방경림, 김형범, 원숙희, 박윤현, 김민정, 이다연, 백승욱, 이창주, 황금희

## 이모저모
- 민지수 역으로 김혜선이 낙점되었지만 MBC 온달 왕자들에 캐스팅되면서 출연을 포기하자 양정아가 대타로 들어갔다. 그러나 김혜선의 바통을 양정아가 이으면서 또다시 문제가 생겼는데, 양정아는 불과 몇 개월 전 SBS 아침연속극 첼로에서 설수진과 함께 출연했었으며 당초 영화 촬영에 전념할 예정이었던 설수진은 사태가 이렇게 되자 드라마 출연을 포기했고 제작진은 설수진 자리에 임지은을 대타로 올렸다.